# Президент Нігерії

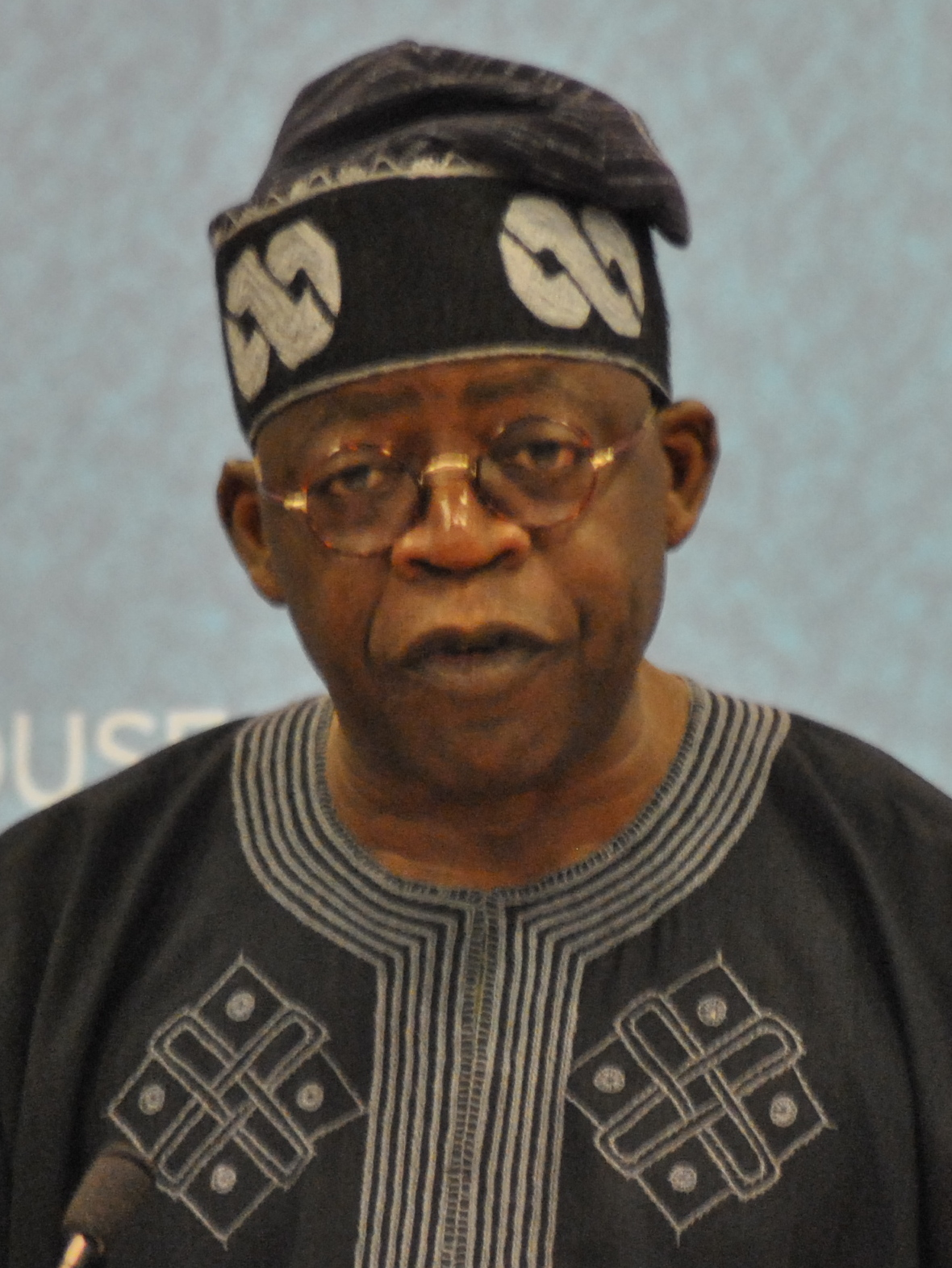
Чинний президент Нігерії Бола Тінубу

Печатка Президента Нігерії

Прапор Головнокомандувача Збройних сил Нігерії

Президент Федеративної Республіки Нігерія — є главою держави і главою національної виконавчої влади Нігерії. Також Президент є головнокомандувачем Збройних сил. Чинний президент Нігерії з 29 травня 2023 Бола Тінубу.

## Історія
1 жовтня 1960 Нігерія стала незалежною від Великої Британії. Виконавчу раду Нігерії очолив Прем'єр-міністр, Абубакар Тафава Балева. 16 листопада 1960, др. Ннамді Азіківе став першим генерал-губернатором Федерації трьох регіонів Півночі, Сходу і Заходу з федеральною столицею у Лагосі. Кожен з регіонів очолив прем'єр і губернатор, який виконував церемоніальну функцію. 1 жовтня 1963 року, Нігерія стала Федеративною Республікою і розірвала всі зв'язки з Великою Британією. Однак, було вирішено, що Нігерія залишиться в складі Британської співдружності націй. Посаду Генерал-губернатора перетворено на посаду Президента.
У січні 1966 року група армійських офіцерів на чолі з майором Чуквума Нзеогву повалила центральне та регіональне керівництво країни, вбила прем'єр-міністра, спробувала взяти уряд під контроль у невдалій спробі державного перевороту. Нзеогву було зупинено, взято у полон й ув'язнено генералом Джонсоном Агійі-Іронсі. Генерал Агійі-Іронсі став головнокомандувачем військ держави.
У липні 1966 року група офіцерів з півночі повстали проти уряду, вбили генерала Джонсона Агійі-Іронсі та призначили начальником штабу армії генерала Якубу Говона головою нового військового уряду.
У 1970 році генерала Якубу Говона усунено, а генерал Муртала Мохаммед призначено на посаду Голови Федерального військового уряду Нігерії, на якій він перебуває до його вбивства в 1976 році.
У 1976 році, дотримуючись субординації, встановленої Мурталом Мохаммедом, генерала Олусегуна Обасанджо призначено главою держави під час засідання Вищої військової ради (SMC).
У 1979 році у Нігерії прийнято Конституцію за зразком Конституції Сполучених Штатів з положеннями про Президента, Сенат і Палати представників.
У 1979 році після більш ніж 13 років військового правління Нігерія повернулася до демократичного режиму правління. Національна партія Нігерії перемогла на президентських виборах і Алхаджі Шеху Шагарі було обрано президентом.
31 грудня 1983 року військові повалили Другу республіку. Генерал-майор Мухаммад Бухарі як голова Вищої військової ради стає новим главою держави.
У серпні 1985 року уряд генерала Бухарі був мирно повалений тодішнім начальником штабу армії генерал-майором Ібрагімом Бабангідою. Бабангіда став президентом і головою Правлячої ради Збройних сил.
У 1993 році генерал Бабангіда покидає посаду у серпні та призначає тимчасовий уряд. Ернеста Шонекана обрано тимчасовим президентом країни. Генерал Сані Абача захоплює владу Шонекана в листопаді 1993 року, стає президентом і головою Тимчасової правлячої ради.
8 червня 1998 року генерал Абача помер у президентській віллі в столиці Нігерії, Абуджі. Генерал-майор Абдулсаламі Абубакар став новим президентом і головою Тимчасової правлячої ради.
У травні 1999 року генерал-майор Абдулсаламі Абубакар покидає посаду, а колишній військовий глава держави генерал Олусегун Обасанджо стає новообраним цивільним президентом. Генерал Обасанджо пробув два терміни на цій посаді.
У травні 2007 року Хаджі Умару Яр-Адуа склав присягу Президента Федеративної Республіки Нігерії як 13-й глава держави. Яр-Адуа помер 5 травня 2010 року в президентській віллі в Абуджі, Нігерія.
6 травня 2010 віце-президент Гудлак Джонатан склав присягу Президента Федеративної Республіки Нігерії та став 14-тим главою держави.

## Обов'язки Президента Нігерії
Президент має повноваження, покладені на нього Конституцією і законодавством, в тому числі ті, що необхідні для виконання функцій глави держави і голови національної виконавчої влади.
Президент несе відповідальність за:
- схвалення і підписання законопроєктів;
- передачу законопроєкту Національним Зборам для повторного розгляду його конституційності;
- передачу законопроєкту Конституційному суду для прийняття рішення щодо його конституційності;
- скликання Національних зборів або парламенту на позачергове засідання для розгляду спеціальних питань;
- будь-які призначення, які вимагає від Президента Конституція або законодавство, крім тих, що покладені на нього як на голову національної виконавчої влади;
- призначення слідчих комісій;
- скликання національного референдуму за умовами Акту парламенту;
- прийом і визнання іноземних дипломатичних і консульських представників;
- призначення послів, уповноважених представників, дипломатів та консулів;
- помилування правопорушників, відстрочення виконання вироку та пом'якшення будь-яких штрафів, стягнень чи конфіскації майна;
- присвоєння нагород.

## Прийнятність
Особа має право бути обраною Президентом, якщо він або вона є громадянином Нігерії у віці 40 років або старше, є членом політичної партії і спонсорується нею. Конституція обмежує право бути на посаді президента до двох термінів по чотири роки кожен.

## Посадова присяга
Конституція Нігерії визначає присягу Президента Федерації. Дотримання присяги забезпечується головним суддею Верховного суду Нігерії або виконуючим обов'язки цієї посади:

## Список президентів Нігерії
- Ннамді Азіківе (1963—1966)
- Джонсон Агії-Іронсі (січень 1966 — липень 1966) військовий
- Якубу Говон (1966—1975) військовий
- Муртала Мухаммед (1975—1976) військовий
- Олусегун Обасанджо (1976—1979) військовий
- Шеху Шагарі (1979—1983)
- Мухаммаду Бухарі (1983—1985) військовий
- Ібрагім Бабангіда (1985—1993) військовий
- Ернест Шонекан (1993)
- Сані Абача (1993—1998) військовий
- Абдусалам Абубакар (1998—1999) військовий
- Олусегун Обасанджо (1999—2007) (вдруге)
- Умару Яр-Адуа (2007—2010)
- Гудлак Джонатан (2010—2015)
- Мухаммаду Бухарі (2015—2023) (вдруге)
- Бола Тінубу (2023—)